# Rachesa caucensis
Rachesa caucensis är en fjärilsart som beskrevs av Lemaire 1969. Rachesa caucensis ingår i släktet Rachesa och familjen påfågelsspinnare. Inga underarter finns listade.